# 阿瑟·康普顿
阿瑟·霍利·康普顿（英語：Arthur Holly Compton，1892年9月10日—1962年3月15日）是一名美国物理学家，因发现展示电磁辐射粒子性的康普顿效应而于1927年获得诺贝尔物理学奖。那时的人们尽管已经清楚理解光的波动性，但仍不能完全接受光同时具有波动性与粒子性。因而这一发现轰动一时。他在曼哈顿计划中领导芝加哥大学冶金实验室的事迹，以及在1945至1953年间担任圣路易斯华盛顿大学校长的经历也为人熟知。
1919年，康普顿成为首批受美国国家科学研究委员会资助出外留学的学生，前往英国剑桥大学的卡文迪许实验室深造。在那里，他研究了伽马射线的散射与吸收。他在日后发现的康普顿效应正是基于这些研究。此外，他还利用X射线研究了铁磁性与宇宙射线，并发现：铁磁性是电子自旋排列的宏观表现；宇宙射线主要由带正电的粒子组成。
第二次世界大战期间，康普顿是曼哈顿计划的关键人物。他的报告对于计划的实施非常重要。1942年，他成为芝加哥大学冶金实验室的领导人，负责建造将铀转化为钚的核反应堆、寻找将钚从铀中分离出来的方法以及设计原子弹等工作。康普顿监理了恩里科·费米建造世界首个核反应堆芝加哥1号堆的过程，该反应堆在1942年12月2日开始试运行。芝加哥大学还负责了位于橡树岭国家实验室的X-10石墨反应堆的设计与实现。核燃料钚元素则在1945年自汉福德区的汉福德B反应堆中开始批量制造出来。
战后，康普顿成为圣路易斯华盛顿大学的校长。在其任期内，学校正式废止本科生中的种族隔离，任命了首任女性正教授，又录取了大量回国老兵。

## 早年

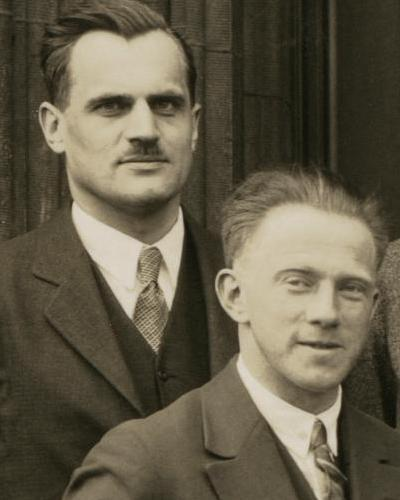
阿瑟·康普顿与维尔纳·海森堡1929年在芝加哥的合影

阿瑟·康普顿1892年9月10日生于俄亥俄州的伍斯特。他是埃利亚斯·康普顿与奥特莉亚·凯瑟琳·康普顿的儿子（娘家姓奥格斯普尔格）。康普顿的母亲曾当选1939年度的“美国母亲”。康普顿生長於书香门第。康普顿的父亲是伍斯特大学（伍斯特学院的前身，康普顿曾就读该校）的院长。长兄卡尔（也曾就读伍斯特学院）1912年在普林斯顿大学获得博士学位，并在1930年至1948年间任麻省理工学院的校长。次兄威尔逊同样曾经就读於伍斯特学院，1916年获得经济学博士学位，并在1944年至1951年担任华盛顿州立学院（华盛顿州立大学的前身）的院长。:425三兄弟都曾是阿尔法-陶-欧米伽互助会的成员。
康普顿年輕時對天文学很有興趣，他曾在1910年拍摄哈雷彗星的相片。:11－121913年，他曾描述过一个通过观测圆管中水的运动来展示地球自转的实验。他在那一年从伍斯特毕业并获得理学学士学位，同年进入普林斯顿大学就读。1914年，他得到了硕士学位。康普顿接着在赫里沃德·L·库克指导下攻读了物理学博士学位。毕业论文题为《X射线反射的强度及原子中电子的分布》（"The intensity of X-ray reflection, and the distribution of the electrons in atoms"）。
在康普顿1916年获得博士学位后，他与他的兄弟成为第一组共同从普林斯顿获得博士学位的三兄弟。后来他们又成为美国第一组同时担任大学校长的三兄弟。:4251916年6月，康普顿与贝蒂·夏丽蒂·麦克洛斯基成婚。贝蒂是康普顿在伍斯特学院以及研究生时期的同学。:82夫妇二人育有两子，阿瑟·阿兰·康普顿与约翰·约瑟夫·康普顿。:94
康普顿曾在1916年至1917年间当过明尼苏达大学的物理教师，:83接着在匹兹堡的西屋灯具公司当过两年工程师。他在那里研究改进了钠灯。第一次世界大战期间，他为美国陆军信号部队开发了航空仪器。:82
1919年，康普顿成为首批受美国国家科学研究委员会资助出外留学的学生。他選擇前往英国剑桥大学的卡文迪许实验室深造。康普顿与约瑟夫·汤姆孙的儿子乔治·汤姆孙研究了伽马射线的散射与吸收。他发现经过散射的射线比原射线更容易被吸收。:83:27康普顿受到卡文迪许实验室的各位科学家极大的影響，特别是欧内斯特·卢瑟福、查尔斯·高尔顿·达尔文和阿瑟·爱丁顿。他后来还以约瑟夫·汤姆孙的名字为次子命名。:27
康普顿当过浸信会的执事。他认为：“科学与认为人是上帝之子的宗教并不冲突。”

## 任教经历

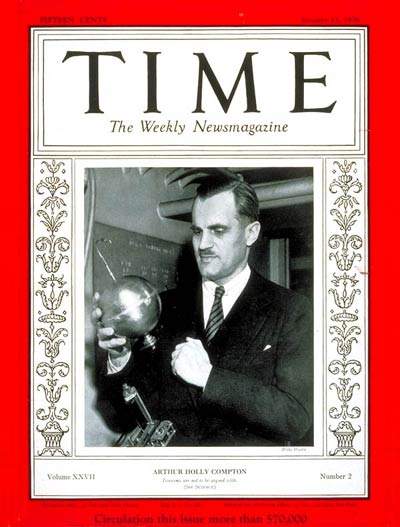
1936年1月13日，康普顿登上《时代》杂志的封面。封面图中，康普顿拿着他的宇宙射线探测仪。

### 康普頓效應
1920年，康普顿回国后被任命为圣路易斯华盛顿大学的物理系主任，韦曼·克罗物理学教授。1922年，他在研究X射線被自由電子散射的情況中发现，被散射的X射线波長變長的現象，并与入射的X射线减少的能量（即电子得到的能量）符合普朗克关系。这就是描述电磁辐射的粒子性的“康普顿效应”（或“康普顿散射”）。:84–86
1923年，康普顿在《物理评论》杂志中发表论文，通过爱因斯坦1905年解釋光電效應時预言的光子所具有的动量，解释了X射线的移位。康普顿在论文中，基于X射线的光子只与一个电子相互作用的假设，推导出X射线的波长移位与散射角的数学关系。他的实验验证了这样的关系
{\displaystyle \lambda '-\lambda ={\frac {h}{m_{e}c}}(1-\cos {\theta })}，
式中
{\displaystyle \lambda }是原波长，
{\displaystyle \lambda '}是散射后的波长，
{\displaystyle h}是普朗克常数，
{\displaystyle m_{e}}是电子静质量，
{\displaystyle c}是光速，
{\displaystyle \theta }是散射角。
h⁄mec现在称作电子的康普顿波长，等于2.43×10−12 米。波长移位λ′ − λ的大小在零（θ = 0°时）与电子康普顿波长的二倍（θ = 180°时）之间。他发现尽管有些X射线经过了大角度的散射，但波长并没有移位。對於這種案例，光子并没有与电子发生作用。因此移位大小与电子的康普顿波长无关，而与整个原子的康普顿波长有关，可能会比电子的小一万倍。
“当我於1923年在美国物理学会的会议上展示我的结果时”，康普顿后来回忆道，“它引起了我所知的最为激烈的科学论争。”:36当时的人们非常清楚地了解光的波动性，但人們無法輕易接受光具有波粒二象性的論述。特别是X射线在晶格中的衍射只能利用其波动性來作解释。康普顿1927年因为他发现的效應获得了诺贝尔物理学奖。康普顿与阿尔弗雷德·W·西蒙还发展出，在同一时刻，观察单獨散射X射线光子与反冲电子的方法。德国的瓦尔特·博特与漢斯·蓋革也曾独立发展过类似的方法。:84–86

### X射线

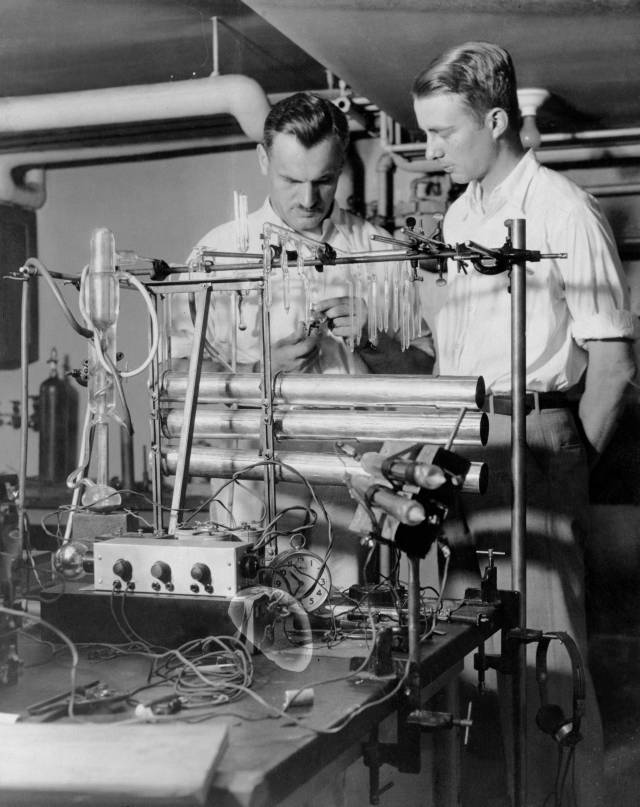
1933年，康普顿与他的学生路易斯·阿尔瓦雷茨在芝加哥大学的實驗室研究宇宙射线。

1923年，康普顿改任芝加哥大学的物理学教授，并任職該職位22年。:84–861925年，他发现，用13万伏特X射线對於元素周期表中前16个元素（从氢到硫）做散射實驗，都會獲得具有偏振的射線。约瑟夫·汤姆孙已在先前预测到这个结果。哈佛大学的威廉·杜安曾想证明康普顿对康普顿效应的解释是错误的。對於這論述，他曾进行过一系列的证伪实验，但無法證實康普顿的論述有誤。1924年，杜安最终承认了事实。:84–86
康普顿研究过照射X射线于盐會對钠离子与氯离子產生的作用。他还利用X射线研究过铁磁性，并因此推論其与电子自旋排列有关。:87–881926年，他成为通用电气灯具部的顾问。1934年，他回到英国担任「伊斯特曼访问教授」。在那里，通用电气公司要求他對於英國通用電氣公司位于温布利的实验室做狀況报告。康普顿對於那個實驗室的荧光灯研究很感好奇心。他的报告促使美国方面开始相关的研制工作。:88–89
康普顿的首部专著《X射线与电子》（"X-Rays and Electrons"）发行于1926年。他在其中展示了如何利用X射线的衍射图样来计算衍射材料的密度。:87–88后来，他在塞缪尔·艾利森的帮助下对該书做了修订，并最终著成《X射线：理论与实验》（"X-Rays in Theory and Experiment"，1935）。这部专著在之后的三十年里一直是标准参考书。:90

### 宇宙射线
三十年代初，康普顿转向研究宇宙射线。在那个时代，人们尽管已经知道它们的存在，但对它们的来源及性质仍处于推测阶段。通过對於一个充满压缩空气或氩气的圆形“炸弹”進行測量导电性的動作，可以探测到宇宙射线的蹤跡。在欧洲、印度、秘鲁以及澳洲的旅行使康普顿得以测量不同经纬度上的宇宙射线。与其他在世界各地观测的研究组一道，他们发现两极的宇宙射线比赤道要强上15%。康普顿主張，将宇宙射线假定为由带电粒子组成，而不是罗伯特·密立根推测的光子，並且地磁场在不同纬度會對带电粒子產生不同程度的影响，這兩個因素可以解释这一现象。:157–163

## 曼哈顿计划

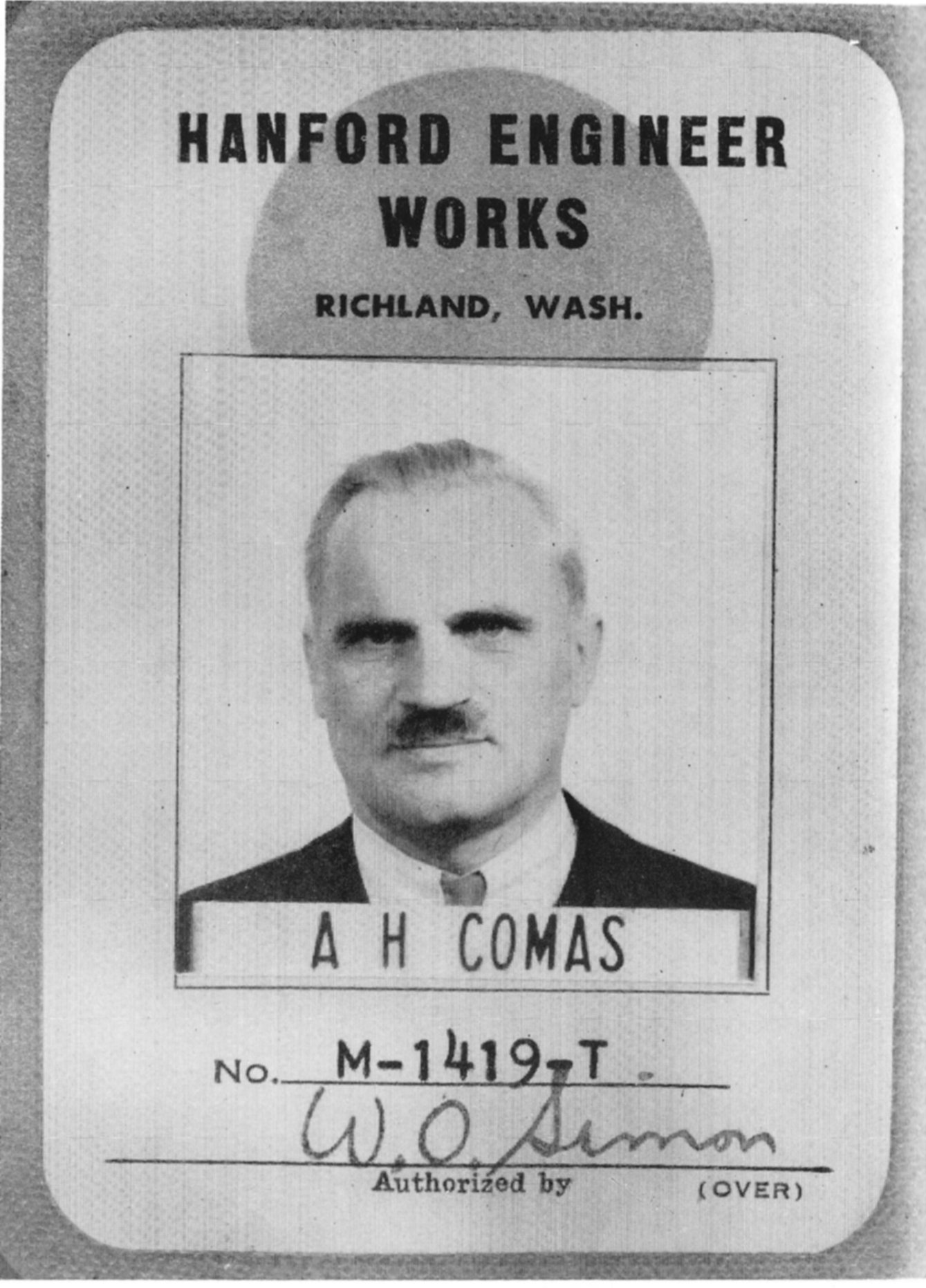
康普顿出入汉福德区的身份识别证，出于安全考虑，其中用了假名。

1941年4月，战时的美国国防部科研委员会首脑万尼瓦尔·布什筹建了一个由康普顿领导的特别委员会来报告科研委员会的铀项目。康普顿在其1941年5月提交的报告中预见了放射武器，核动力推进船只以及使用铀-235或新近发现的钚的核武器的开发前景。:36–38他在十月份又着手撰写了一份有关原子弹可行性的报告。在这份报告中，他与恩里科·费米一起计算了铀-235的临界质量，保守估计这个量会在20千克至2吨之间。他还与哈羅德·尤里讨论了浓缩铀的实现前景，与尤金·维格纳會談關於如何使用核反应堆生产钚，并与罗伯特·赛培尔说明了如何将反应堆中的钚从铀中分离出来。他在十一月提交的报告承认了原子弹的可行性，但有关其破坏力，他的估计量要比马克·奥利芬特等英国同行预估的要保守一些。:46–49
康普顿在十一月提交的报告的最终稿中并没有提到使用钚，但在与欧内斯特·劳伦斯讨论了新近的研究进展后，他最终还是承认了钚弹也是可以实现的。同年十二月，康普顿成为钚计划的负责人。:50–51他希望能在1943年1月实现受控链式反应。为了实现目标，他将哥伦比亚大学、普林斯顿大学以及加州大学伯克利分校等学校的研究钚与核反应堆设计的研究组整合为芝加哥的冶金实验室。实验室要实现的目标包括建造将铀转化为钚的反应堆，寻找将钚从铀中分离出来的化学方法以及设计制造原子弹。:54–55
1942年6月，美國陸軍工兵部隊接管了核武器开发项目，而康普顿的冶金实验室也成了曼哈顿计划的一部分。:74–75同月，康普顿授权罗伯特·奥本海默设计原子弹。:103冶金实验室的各位科学家設計出不同类型的反应堆，尽管当时还没有建成任何反应堆，康普頓擁有決定哪種類型值得繼續發展的最終權力。:180–181
在冶金实验室的迁址问题仍在讨论中时，康普顿决定在斯塔格球场看台下建造首个核反应堆芝加哥1号堆。:108–109在费米的指导下，反应堆於1942年12月2日进行了临界实验。:174 康普顿安排马林克罗特公司执行铀矿的浓缩，:92指派杜邦公司负责位于田纳西州的橡树岭的钚反应堆的部分工程。:190–191
钚项目在1943年7月遭遇了重大危机。埃米利奥·塞格雷发现橡树岭的X-10石墨反应堆产生的钚含有大量的钚-240。这种同位素会发生自发裂变，不能用于枪型核武器。奥本海默的洛斯阿拉莫斯实验室承接了设计制造内爆型核武器的任务。:46–49

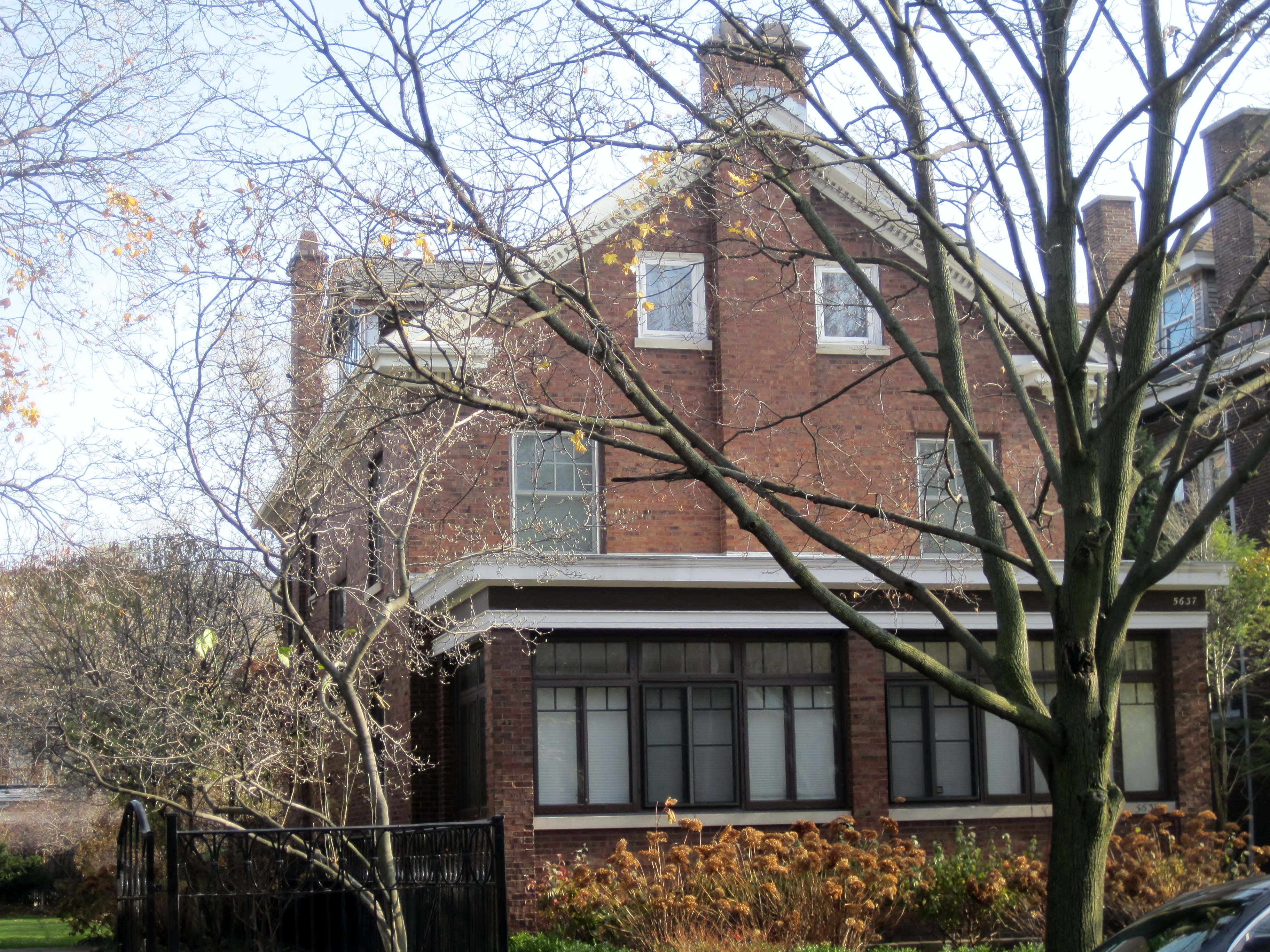
位于芝加哥的康普顿楼，目前已列入美国国家历史名胜名录。

康普顿1944年9月到达汉福德区，监看反应堆运行的启动。第一批铀锭在该年的十一月注入B反应堆。反应堆产生的钚从1945年2月开始运往洛斯阿拉莫斯。:304–310康普顿在战争期间一直是首要的科学顾问与管理者。1945年，他与劳伦斯、奥本海默以及费米是一個科學小組的成員。該小組建議在軍事上使用原子弹轟炸日本。康普顿因在曼哈顿工程中的工作获授功绩奖章。:93

## 重回华盛顿大学
战后，康普顿辞去了芝加哥大学的查尔斯·H·斯威夫特杰出服务物理教授职位，回到圣路易斯华盛顿大学，并于1946年就任该校的第九任校长。:93在康普顿的任期内，学校正式於1952年废止本科生中的种族隔离政策、任命了首任女性正教授，又录取了大量回国老兵。康普顿个人的声望以及在美国国内科学界的人脉令学校招募到许多美国国内知名的研究人员。尽管康普顿任内有诸多功绩，但因为他在彻底废止种族隔离方面的动作迟缓，以至华盛顿大学成为圣路易斯最后一所向非裔美国人敞开大门的学府，历史学家对他有所非议。
1954年，康普顿从校长职位上退休，但仍保留自然哲学杰出服务教授的职位，直至1961年不再担任全职教员。退休后，他写了《原子任务》（"Atomic Quest"，1956）一书，自述在曼哈顿计划中扮演的角色。:93

## 哲学方面的思考
康普顿是少数几位支持自由意志两阶段模型的科学家与哲学家（其他支持者包括威廉·詹姆斯、亨利·庞加莱、卡尔·波普尔、亨利·马格瑙及丹尼爾·丹尼特）。康普顿推崇基于量子不确定性的人类自由说，并于1931年發明了将微观量子事件放大的概念，這是為了要將「可能性」引入宏观世界。按照他所設計的怪異機制，他想像將炸藥與他的放大器被綑綁在一起。這放大机制与埃尔温·薛定谔於1935年发表的薛定谔猫悖论有相似之处。
一些哲學家給出批評，他的構想将「可能性」视为人们行动的直接动因。针对这些意见，康普顿1955年在《大西洋月刊》发表文章澄清了他思想的两阶段性质：首先会有一系列随机事件，人们再通过选择的動作添加决定性因素。:121
一组已知的物理条件并不足以精确地設定将要到来的事件為何。这些条件限定了一系列可能事件，從這些可能事件中，某特定事件將會發生。当一个人自由行动时，他所做出的选择这一行为，添加了一个不能由那些物理条件提供的因素，因此是他自己决定了什么会发生，也只有他自己知道他会这样做。人们从外界對於他的行为只会看到物理定律所起的作用 。只有他知道自己实际上做了自己想做的事。他从这一点得知自己是自由的。:121

## 离世与纪念

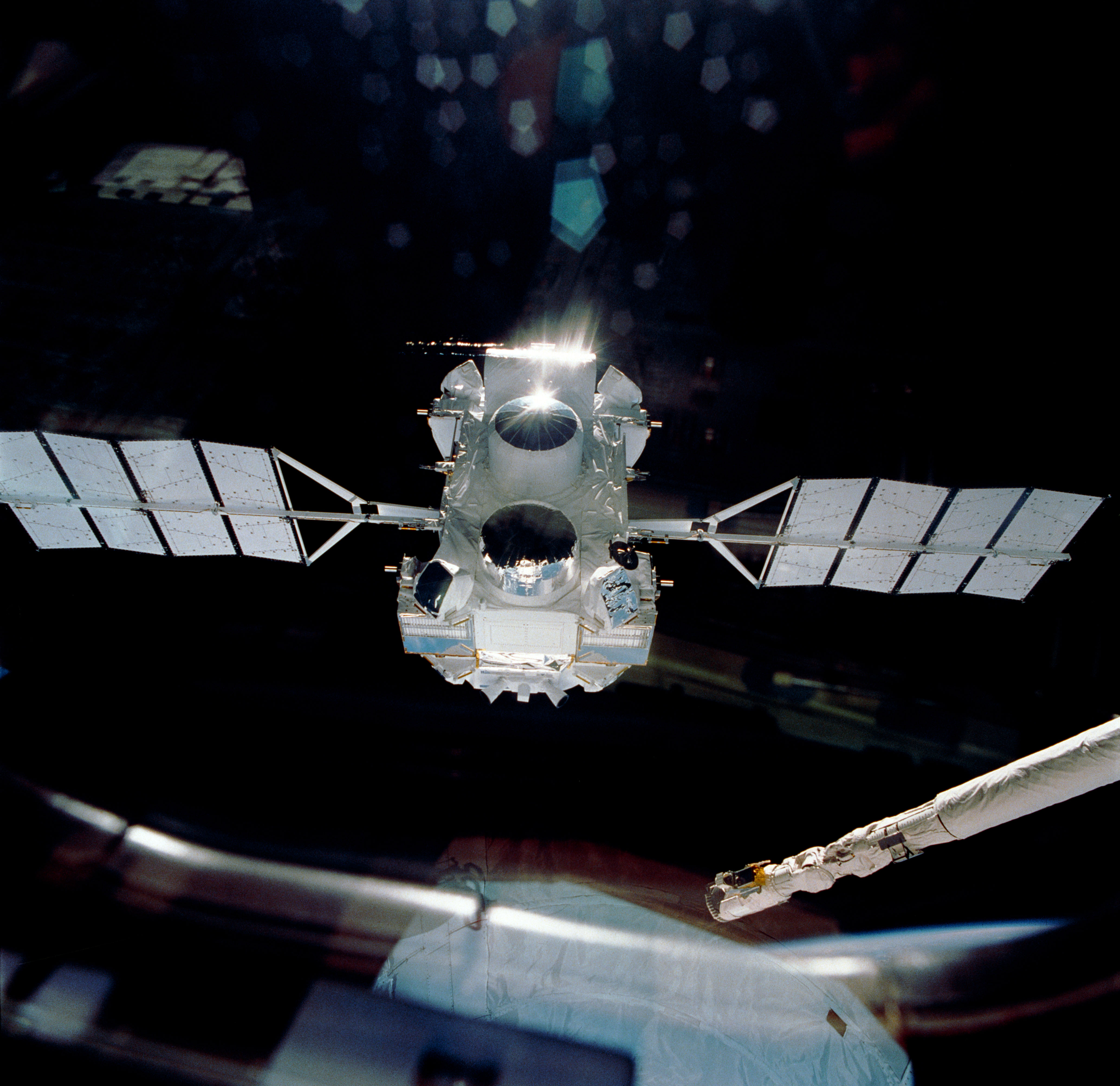
康普顿伽玛射线天文台1991年进入地球轨道

1962年3月15日，康普顿因颅内出血在加利福尼亚州伯克利去世，葬于俄亥俄州伍斯特的伍斯特公墓。:94在逝世前，他于1962年春成为了加州大学伯克利分校的客座教授。
康普顿一生获得过大量荣誉，包括诺贝尔物理学奖（1927）、马泰乌奇奖章（1930）、皇家学会颁发的休斯奖章（1940）以及富蘭克林研究所颁发的富兰克林奖章（1940）。:97后人以他的名字命名了以下事物以示对他的纪念：
- 月球上的康普顿环形山（以他和他的哥哥卡尔的名义）；[22]
- 圣路易斯华盛顿大学的物理研究中心；[23]
- “霍利减速带”，由康普顿发明的较为和缓的减速带；[24]
- 芝加哥大学学生宿舍之一的康普顿楼，[25]目前已列入美国国家历史名胜名录；[26]
- 圣路易斯的名人步行街（英语：St. Louis Walk of Fame）也有一颗属于他的星星；[27]
- 美国航空航天局的康普顿伽玛射线天文台，康普顿效应是天文台上的仪器探测伽马射线的核心原理。[28]

## 著作
- Compton, Arthur. . New York: D. Van Nostrand Company, Inc. 1926. OCLC 1871779.
- Compton, Arthur; Allison, S. K. . New York: D. Van Nostrand Company, Inc. 1935. OCLC 853654.
- Compton, Arthur. . New Haven: Yale University Press. 1935. OCLC 5723621.
- Compton, Arthur. . Chapel Hill: University of North Carolina Press. 1940. OCLC 311688.
- Compton, Arthur. . Boston: Beacon Press. 1949. OCLC 4739240.
- Compton, Arthur. . New York: Oxford University Press. 1956. OCLC 173307.
- Compton, Arthur. Johnston, Marjorie , 编. . New York: Alfred A. Knopf. 1967. OCLC 953130.
- Compton, Arthur. Shankland, Robert S. , 编. . Chicago: University of Chicago Press. 1973. ISBN 978-0-226-11430-9. OCLC 962635.